# Jean Jay
Pour les articles homonymes, voir Jay.
Jean Jay, né le 30 décembre 1743 à Sainte-Foy-la-Grande (Gironde), paroisse Notre-Dame, mort le 9 septembre 1807 au lieu-dit de La Nougarède dans la commune de Le Fleix (Dordogne), est un pasteur calviniste et homme politique français député durant la première partie de la Révolution française.

## Un pasteur dans la Révolution
Origines sociales
Jean Jay est issu d'une famille bourgeoise de robe de confession protestante. Son grand-père et son père tous deux prénommés Jean eux aussi sont notaires à Castillon-la-Bataille. 
Un député montagnard
Jay est pasteur calviniste et administrateur de la Gironde à partir de 1790. Il est élu député, le dixième sur douze, pour le département de la Gironde en septembre 1791 à l'Assemblée nationale législative. Il est suppléant au Comité de Division et suppléant au Comité de Marine. Il vote en faveur des mises en accusation du ministre de la Marine Bertrand de Molleville et du marquis de Lafayette. 
Il est réélu à la Convention nationale en 1792 au sein de laquelle il siège aux côtés des Montagnards et se démarque des autres élus de son département, de tendance girondine. Sur les douze représentants girondins, sept ont été guillotinés au cours de leur mandat. Jay vote la mort sans conditions au procès de Louis XVI, contre la mise en accusation de Marat et contre le rétablissement de la Commission de Douze. 
Jay siège au Comité de sûreté générale entre le 13 août et le 11 septembre 1793, est désigné membre du Comité de Correspondance le 26 septembre 1793 et du Comité d'instruction publique le 15 vendémiaire an II (6 octobre 1793). Il s'oppose aux propositions de Merlin de Thionville et de Bourdon de l'Oise quant au renouvellement mensuel par tiers du Comité de Salut public.  

## Après la Convention
Jean Jay n'est pas élu au Conseil des Cinq-Cents. Il reprend son ministère religieux et meurt sous le Premier Empire. 

### Sources
- « Jean Jay », dans Adolphe Robert et Gaston Cougny, Dictionnaire des parlementaires français, Edgar Bourloton, 1889-1891 [détail de l’édition]
- Histoire et dictionnaire de la Révolution française 1789-1799, de Jean Tulard, Jean-François Fayard, Alfred Fierro